# Dores de Guanhães
Dores de Guanhães is een gemeente in de Braziliaanse deelstaat Minas Gerais. De gemeente telt 5.751 inwoners (schatting 2009).

## Aangrenzende gemeenten
De gemeente grenst aan Braúnas, Carmésia, Ferros, Guanhães, Joanésia en Senhora do Porto.